# 6808 Plantin
A 6808 Plantin (ideiglenes jelöléssel 1932 CP) a Naprendszer kisbolygóövében található aszteroida. Karl Wilhelm Reinmuth fedezte fel 1932. február 5-én.